# William Samuel Johnson
William Samuel Johnson (Stratford (Connecticut), 7 oktober 1727 – aldaar, 14 november 1819) was een Amerikaans politicus. Hij was lid van de Amerikaanse Senaat en een van de ondertekenaars van de grondwet.

## Levensloop
Johnson studeerde aan Yale en haalde daar in 1744 een mastergraad. In datzelfde jaar ontving hij van de Harvard-universiteit een eredoctoraat. Zijn vader wilde dat hij predikant werd, maar hij besloot om aan de slag te gaan als advocaat. In zijn eigen tijd had hij zich in de rechten bekwaamd. Johnson bouwde al snel een belangrijke klantenkring op. Ook werd hij actief in de politiek. De advocaat diende verschillende keren in het Lagerhuis en Hogerhuis van Connecticut. Later was hij ook rechter in het hooggerechtshof van die kolonie en diende in de militie van Connecticut. Daarin bracht Johnson het tot de rang van kolonel.
In zijn ogen bemoeide Groot-Brittannië zich te veel met de zaken in de kolonie. Johnson ondertekende een oproep aan de koning om de koloniën hun eigen belastingzaken te regelen. De Amerikaanse koloniën hadden namelijk te maken met hoge belastingen omdat zij voor een groot deel moesten opdraaien voor de kosten in de Franse en Indiaanse Oorlog. Tegelijkertijd hadden de koloniën geen recht op vertegenwoordiging in het parlement.
Van 1767 tot 1771 woonde Johnson in Londen waar hij de belangen van Connecticut behartigde. Daar kwam hij vooral tot de conclusie dat de Britse houding richting de Amerikaanse koloniën niet zo zeer voortkwam uit bewust slecht beleid, maar meer uit onverschilligheid. Terug in Amerika had hij dus ook moeite met de oproepen van radicale patriotten voor onafhankelijkheid. Johnson wilde de band met het moederland niet zomaar doorsnijden. Daarbij kwam dat hij goede relaties had met Britse wetenschappers. In 1766 ontving Johnson nog een eredoctoraat van de Oxford-universiteit.
Johnson werd door Connecticut gevraagd hen te vertegenwoordigen in het Continental Congress, maar weigerde dat. Dat werd hem kwalijk genomen door veel patriotten. Daardoor werd hij bedankt als hoofd van de militie. Later werd hij zelf korte tijd gevangengezet toen hij toenadering zocht tot de Britse generaal Thomas Gage na de Slagen bij Lexington en Concord.
Toen de Verenigde Staten eenmaal onafhankelijk waren werd hij wel actief. Hij werd lid van het Continental Congress en had daar veel invloed, vooral bij veel gelegeerden uit de zuidelijke staten. Bij de Constitutional Convention was Johnson een voorstander van een sterke centrale overheid. Dat was vooral om het kleine Connecticut te beschermen tegen de invloed van de grotere staten. Ook was er tegenstander van om bepaalde handelingen met terugwerkende kracht strafbaar te stellen. Johnson gaf leiding aan het  vijf man tellende Committee of Style dat de laatste hand legde aan de grondwet. Na de vestiging van de Senaat diende Johnson daar nog twee jaar in.
Baldwin · Bassett · Bedford · Blair · Blount · Brearley · Broom · Butler · Carroll · Clymer · Daniel · Dayton · Dickinson · Few · Fitzsimons · Franklin · Gilman · Gorham · Hamilton · Ingersoll · Johnson · King · Langdon · Livingston · Madison · McHenry · Mifflin · G. Morris · R. Morris · Paterson · C. C. Pinckney · Pinckney · Read · Rutledge · Sherman · Spaight · Washington · Williamson · Wilson
- Gemeinsame Normdatei: 121008576
- International Standard Name Identifier: 0000 0000 6320 0780
- Library of Congress Control Number: n93014228
- Nederlandse Thesaurus van Auteursnamen: 068773404
- SNAC: w65824dx
- Système universitaire de documentation: 131012487
- Trove: 1126042
- Biographical Directory of the United States Congress: J000182
- Virtual International Authority File: 72238815
- WorldCat: E39PBJpv7txtvBHHTCmxxgVt8C